# فتح آباد (قلعة خواجة)
فتح آباد (بالفارسية: فتحی‌آباد) هي منطقة سكنية تقع في إيران في قسم قلعة خواجة الريفي. يقدر عدد سكانها بـ 116 نسمة بحسب إحصاء 2016.